# Alexandr Gripich
Alexandr Gripich (Rusia, 29 de septiembre de 1986) es un atleta ruso especializado en la prueba de salto con pértiga, en la que consiguió ser subcampeón europeo en pista cubierta en 2015.

## Carrera deportiva
En el Campeonato Europeo de Atletismo en Pista Cubierta de 2015 ganó la medalla de plata en el salto con pértiga, con un salto por encima de 5.85 metros, tras el francés Renaud Lavillenie (oro con 6.04 metros que fue récord de los campeonatos) y por delante del polaco Piotr Lisek.